# Cyathea secc. Sphaeropteris
Sphaeropteris es un sección botánica en el subgénero monotípico Sphaeropteris. El nombre fue originalmente aplicado al género de helechos arbóreos y que ahora se consideran sinónimos con Cyathea.

## Clasificación
- Subgénero Sphaeropteris
  - Sección Sphaeropteris
    - Cyathea aciculosa
    - Cyathea aeneifolia
    - Cyathea agatheti
    - Cyathea albifrons
    - Cyathea albosetacea
    - Cyathea alternans
    - Cyathea angiensis
    - Cyathea angustipinna
    - Cyathea aramaganensis
    - Cyathea arthropoda
    - Cyathea assimilis
    - Cyathea atrospinosa
    - Cyathea atrox
    - Cyathea auriculifera
    - Cyathea binuangensis
    - Cyathea brackenridgei
    - Cyathea brownii
    - Cyathea brunei
    - Cyathea brunoniana
    - Cyathea capitata
    - Cyathea carrii
    - Cyathea celebica
    - Cyathea contaminans
    - Cyathea cooperi
    - Cyathea crinita
    - Cyathea cuatrecasassi
    - Cyathea curranii
    - Cyathea deminuens
    - Cyathea discophora
    - Cyathea elliptica
    - Cyathea elmeri
    - Cyathea feani
    - Cyathea felina
    - Cyathea fugax
    - Cyathea fusca
    - Cyathea gardneri
    - Cyathea hainanensis
    - Cyathea inaequalis
    - Cyathea insignis
    - Cyathea insularum
    - Cyathea integra
    - Cyathea intermedia
    - Cyathea × lathamii
    - Cyathea leichhardtiana
    - Cyathea lepifera
    - Cyathea leucolepis
    - Cyathea leucotricha
    - Cyathea lunulata
    - Cyathea macrophylla
    - Cyathea magna
    - Cyathea marginata
    - Cyathea medullaris
    - Cyathea megalosora
    - Cyathea mertensiana
    - Cyathea microlepidota
    - Cyathea moluccana
    - Cyathea moseleyi
    - Cyathea nigricans
    - Cyathea novae-caledoniae
    - Cyathea obliqua
    - Cyathea obscura
    - Cyathea papuana
    - Cyathea parksii
    - Cyathea parvipinna
    - Cyathea persquamulifera
    - Cyathea philippinensis
    - Cyathea pilulifera
    - Cyathea polypoda
    - Cyathea princeps
    - Cyathea procera
    - Cyathea propinqua
    - Cyathea pulcherrima
    - Cyathea quindiuensis
    - Cyathea robinsonii
    - Cyathea robusta
    - Cyathea rosenstockii
    - Cyathea runensis
    - Cyathea sarasinorum
    - Cyathea senex
    - Cyathea setifera
    - Cyathea sibuyanensis
    - Cyathea squamulata
    - Cyathea stipipinnula
    - Cyathea strigosa
    - Cyathea subsessilis
    - Cyathea suluensis
    - Cyathea tenggerensis
    - Cyathea teysmannii
    - Cyathea tomentosa
    - Cyathea tomentosissima
    - Cyathea trichodesma
    - Cyathea trichophora
    - Cyathea tripinnata
    - Cyathea tripinnatifida
    - Cyathea truncata
    - Cyathea vaupelii
    - Cyathea verrucosa
    - Cyathea vittata
    - Cyathea wallacei
    - Cyathea werneri
    - Cyathea whitmeei
    - Cyathea womersleyi
    - Cyathea zamboangana